# Ramos (Tarlac)
Ramos è una municipalità di quinta classe delle Filippine, situata nella Provincia di Tarlac, nella Regione di Luzon Centrale.
Ramos è formata da 9 baranggay:
- Coral-Iloco
- Guiteb
- Pance
- Poblacion Center
- Poblacion North
- Poblacion South
- San Juan
- San Raymundo
- Toledo